# Ruta de señalizacion Notch
Notch es una proteína transmembranal que sirve como receptor de señales extracelulares y que participa en varias rutas de señalización durante el desarrollo animal con un rol principal de controlar los destinos celulares mediante la amplificación y consolidación de diferencias entre células adyacentes.

## Mecanismo de la vía
Para que Notch llegue a ser un receptor funcional requiere de una maduración posterior a su síntesis, esta sucede en el aparato de Golgi y consiste en un primer corte del receptor en la región que será su dominio extracelular y que lo convierte en un heterodímero que posteriormente será trasladado a la membrana plasmática, este primer corte lo hace la proteasa furina.
El mecanismo general de la vía (cuando notch ya es un receptor maduro anclado a la membrana) es el siguiente:
1. Hay una señal extracelular, normalmente la presencia de la proteína transmembranal Delta (ligando del receptor Notch) u otra proteína similar a Delta llamada Serrate.
2. Unión del ligando con el receptor, que depende de la glicosilación de un oligosacárido en Notch, que altera su especificidad por los ligandos.
3. Activación del receptor Notch. Cabe resaltar que como los ligandos de Notch normalmente son proteínas transmembranales la activación de Notch requiere del contacto directo entre membranas de dos células.
4. Corte del extremo citoplasmático de Notch por una proteasa intracelular.[3]
5. El fragmento terminal cortado, viaja al núcleo y se une a una proteína reguladora de genes que pasa de ser un represor trancripcional a un activador trancripcional activando entonces un set de genes de respuesta a Notch.
6. Los genes activados bloquean la expresión de genes requeridos para la diferenciación celular (inhibición lateral) o hacen que se expresen ciertos genes para que células vecinas se comporten de manera similar. El resultado final depende de el tejido.

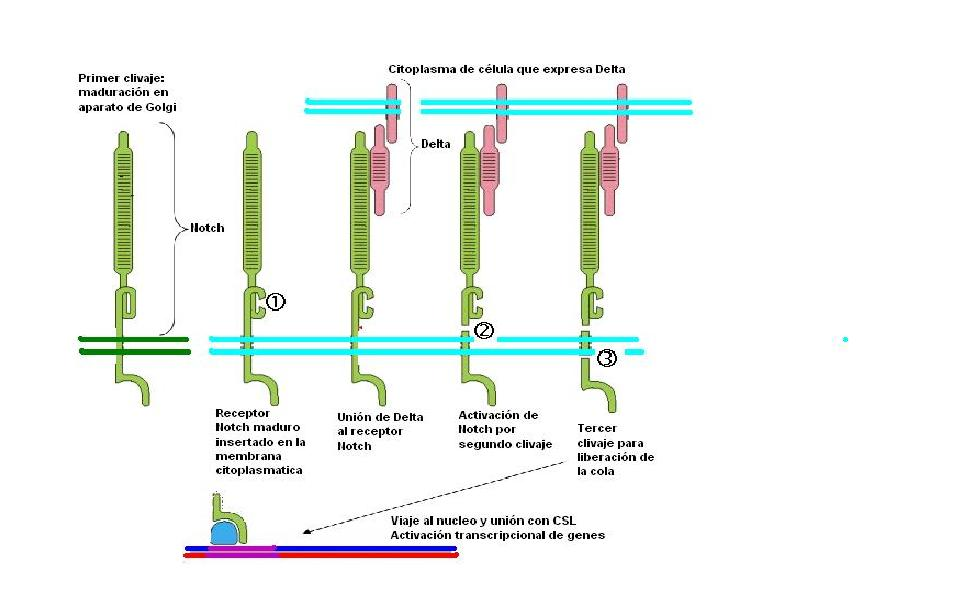
Notch

## Función
La señalización por medio de Notch está involucrada en el desarrollo de la mayoría de tejidos pero ha sido mayormente estudiada en la producción de células nerviosas en Drosophila en un proceso conocido como inhibición lateral, en el cual un clúster de células que expresan Notch y Delta empiezan a inhibirse unas otras cuando Delta activa a Notch y se empiezan a enviar señales inhibitorias a todas las células que estén expresando Notch. Creando así una competencia que consecuentemente disminuye la habilidad de las células de responder con la señal inhibitoria de Delta y en la que emerge una única célula que envía una fuerte señal inhibitoria a sus vecinas y que no recibe señal a cambio, esta entonces será una célula neural rodeada de células epiteliales.
Los procesos de inhibición lateral y diversificación celular que son iniciados por la expresión de genes proneurales y mediados por Notch han demostrado ser cruciales en la formación de patrones finos en una gran variedad de tejidos, tejidos en los que se requieren mezclas balanceadas de diferentes tipos celulares, donde Notch permite que células individuales expresen un set de genes que indiquen a las células adyacentes que expresen un set diferente.

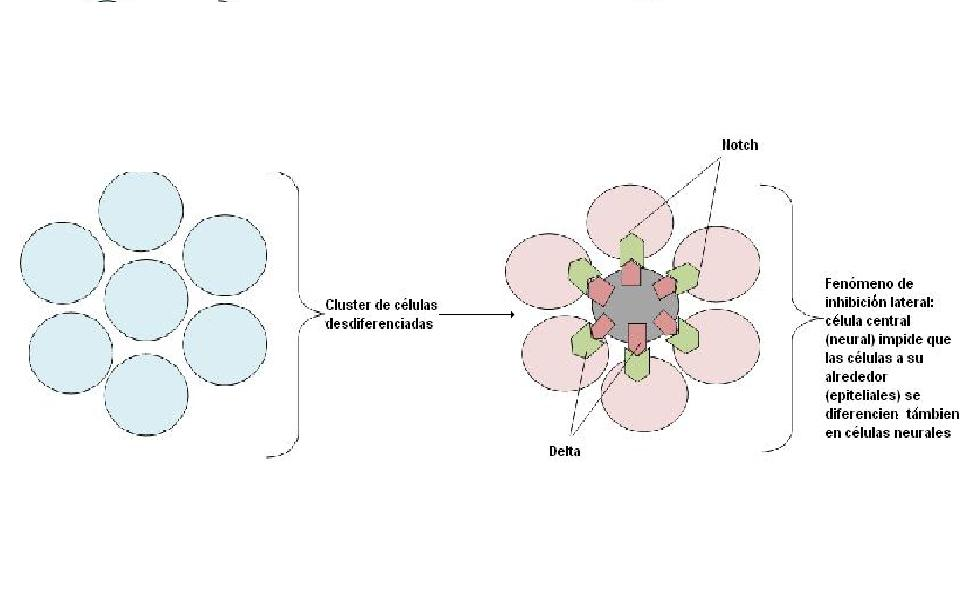
Inhibición lateral